# Schoenocrambe suffretescens
Schoenocrambe es un género monotípico de plantas fanerógamas perteneciente a la familia Brassicaceae. Su única especie, Schoenocrambe suffretescens, es originaria de Estados Unidos.

## Descripción
Son plantas perennes; (sufrutice). Tallos varios desde caudex, erectos a ascendentes, (poco-ramificado distal), con un tamaño de 1-3.5 dm de altura. Las hojas caulinarias sésiles o pecioladas, (de 11 mm); hojas oblanceoladas a lanceoladas o elípticas, (de 0,7) 1-2,5 cm × 10.3 mm, cuneadas de base para atenuada, márgenes enteros o, en raras ocasiones, denticulados, ápice agudo u obtuso. Las inflorescencias en racimos de 5 + -flores, (a veces 1 o 2 flores bracteadas). La fructificación con pedicelos ascendentes, rectos o curvos hacia arriba, de 3-10 (-12) mm. Flores con sépalos verde amarillento, 4-6 × 1-1,5 mm; pétalos amarillos, 7-11 × 1.5-2.5 mm. Frutas recta. Semillas 1.5 a 1.9 × 0,9-1,3 mm.

## Taxonomía
Schoenocrambe suffretescens fue descrita por (Rollins) S.L.Welsh & Chatterley y publicado en Great Basin Naturalist 45: 192. 1985.